# Otets
Otets (russisk: Отец) er en russisk spillefilm fra 2007 af Ivan Solovov.

## Medvirkende
- Aleksej Guskov som Aleksej Ivanov
- Polina Kutepova som Ljuba
- Svetlana Ivanova som Masja
- Vasilij Prokopev som Petrusja
- Roman Madjanov som Khariton